# ItLUG
ItLUG (Italian LEGO® Users Group) è una comunità indipendente di appassionati LEGO fondata nel 1999. Inizialmente priva di forma legale nel novembre 2010 si è costituita come associazione di promozione sociale. ItLUG un'associazione indipendente, organizzata e sostenuta solamente dai propri soci. Allo stesso tempo ItLUG è riconosciuta da The LEGO Group ed è rappresentata presso LEGO dalla figura del LUG Ambassador sin dal 2006.
Scopo di ItLUG è quello di promuovere la passione per le costruzioni LEGO favorendo lo scambio di informazioni ed esperienze tra gli appassionati, anche attraverso risorse online, eventi e media. Questo scopo si concretizza principalmente nella gestione di un forum online e nell'organizzazione di eventi. ItLUG organizza (o partecipa all'organizzazione) nel corso dell'anno diversi eventi di diverse dimensioni, dal piccolo evento organizzato nel week-end in un oratorio ai grandi eventi di Lecco, Cremona, Empoli, Latina, Porto San Giorgio e Borgoricco.